# Asanada walkeri
Asanada walkeri är en mångfotingart som först beskrevs av Pocock 1891.  Asanada walkeri ingår i släktet Asanada och familjen Scolopendridae.
Artens utbredningsområde är:
- Tchad.
- Eritrea.
- Nigeria.
- Saudiarabien.
- Somalia.

Inga underarter finns listade i Catalogue of Life.